# Estação Conservatorio
Conservatorio é uma estação da Linha 12 do Metro de Madrid.